# Brachythemis wilsoni
Brachythemis wilsoni är en trollsländeart som beskrevs av Elliot C.G. Pinhey 1952. Brachythemis wilsoni ingår i släktet Brachythemis och familjen segeltrollsländor. IUCN kategoriserar arten globalt som livskraftig. Inga underarter finns listade i Catalogue of Life.